# Добжеєвиці
Добжеєвиці (пол. Dobrzejewice, нім. Godenfeld) — село в Польщі, у гміні Оброво Торунського повіту Куявсько-Поморського воєводства.
Населення — 760 осіб (2011).
У 1975-1998 роках село належало до Торунського воєводства.

## Демографія
Демографічна структура станом на 31 березня 2011 року:
|          | Загалом | Допрацездатний вік | Працездатний вік | Постпрацездатний вік |
| -------- | ------- | ------------------ | ---------------- | -------------------- |
| Чоловіки | 365     | 82                 | 234              | 49                   |
| Жінки    | 395     | 67                 | 232              | 96                   |
| Разом    | 760     | 149                | 466              | 145                  |